# Eurois subjugata
Eurois subjugata là một loài bướm đêm trong họ Noctuidae.